# Hieronim Augustyn Lubomirski
Hieronim Augustyn Lubomirski (né en 1648 – mort en 1706), prince polonais de la famille Lubomirski, voïvode de Cracovie, castellan de Cracovie (1702), grand hetman de la Couronne (1702).

## Biographie
Hieronim Augustyn Lubomirski est le fils de Jerzy Sebastian Lubomirski et de Konstancja Ligęza .
Sous les ordres de Jean III Sobieski, Il combat les Tatars et l'Empire ottoman et participe à la bataille de Khotin en 1673. En 1665-1666, il refuse de se joindre à la rébellion de Lubomirski (en) dirigée par son père.
Au début de 1683, il crée un corps d'auxiliaires Polonais, dont il prend la tête, pour venir en aide au Saint-Empire.
Le 28 juin 1683, son unité participe au sauvetage de Bratislava assiégée par les Turcs. En septembre 1683, il est le premier à atteindre les murs de Vienne asségée par les Turcs. Il participe ensuite à la bataille de Párkány. Sa mission d'aide à l'Autriche se termine cependant rapidement pour se joindre à l'expédition de Jean III Sobieski en Moldavie.
Pendant l'interrègne en 1696, Lubomirski soutient la candidature française de François-Louis de Bourbon-Conti pour succéder à Jean III Sobieski. En 1702, Auguste II le Fort désireux d'obtenir son soutien, le nomme hetman et peu après grand hetman de la couronne. En 1704, espérant être désigné comme roi, Lubomirski soutient la Confédération de Varsovie qui destitue Auguste II, mais la confédération choisi finalement Stanislas Leszczynski.
Déçu de la politique du nouveau roi, il gagne alors la Confédération de Sandomir qui tente de rétablir Auguste II. En 1705, il est fait chevalier de l'ordre de l'Aigle blanc. Il meurt à Rzeszów en 1706, peu après qu'Auguste II ait renoncé au trône de Pologne.

## Mariage et descendance
Vers 1694, Hieronim épouse Konstancja Bokum qui lui donne 8 enfants :
- Anna Lubomirska (morte en 1736), épouse de Franciszek Wielopolski (pl),
- Jerzy Ignacy Lubomirski (1687–1753), général et porte-étendard de la Couronne,
- Elżbieta Lubomirska,
- Urszula Lubomirska (vers 1690-1763),
- Jan Kazimierz Lubomirski (1691-1736),
- Marianna Teofila Lubomirska (1693-1729), épouse de Paweł Karol Sanguszko
- Kazimierz Lubomirski,
- Aleksander Jakub Lubomirski (pl) (1695-1772), porte épée de la Couronne,

## Sources
- Notices d'autorité :   - VIAF
  - ISNI
  - GND
  - Pologne
  - NUKAT

- (en) Cet article est partiellement ou en totalité issu de l’article de Wikipédia en anglais intitulé « Hieronim Augustyn Lubomirski » (voir la liste des auteurs).

- (pl) Cet article est partiellement ou en totalité issu de l’article de Wikipédia en polonais intitulé « Hieronim Augustyn Lubomirski » (voir la liste des auteurs).